# なんだろう!?大情報!
『なんだろう!?大情報!』（なんだろう だいじょうほう）は、1993年10月23日から1995年2月28日まで日本テレビ系列局で放送された情報番組。

## 概要
かつてこの枠で放送されていた『大追跡』を受け継ぐ形で放送開始。最初の半年間は土曜19:00枠で放送されていたが、『大追跡』の親番組である『追跡』の終了、および木曜日の同番組の後枠である『木曜スペシャル』が、本番組と『マジカル頭脳パワー!!』が当時編成されていた土曜19・20時台に移動し『スーパースペシャル』として編成される事に伴い、1994年4月からは火曜19:00枠で放送されるようになった。
しかし、移動から1年後の1995年2月に終了。この番組の終了後、同枠は金曜19:00枠へと移動し、『解禁テレビ』→『噂の!!解禁スタジオ』へと引き継がれていった。
番組タイトルは日本テレビのマスコットキャラクターである「なんだろう」にちなんで付けられている。

## 放送時間
- 毎週土曜 19:00 - 19:54 （1993年10月23日 - 1994年3月26日[1][注 1]）
- 毎週火曜 19:00 - 19:56 （1994年4月19日 - 1994年9月13日[2]）
- 毎週火曜 19:00 - 20:00 （1994年10月18日 - 1995年2月28日[3]）

## 出演者

### 司会
- 江川卓

### ナレーター
- 羽佐間道夫
- 浜村淳
- 大平透
- ほか

## 主な企画
- 三好家の大家族スペシャル
- はじめてのおつかい - 現在でも年数回のスペシャル番組で放送。
- 駅弁特集
- 鉄道沿線特集 など、後期は『追跡』で放送された派生企画を厳選オンエア。
- CMの裏側